# Pleśniany
Pleśniany (ukr. Плісняни) – wieś na Ukrainie w rejonie tarnopolskim należącym do obwodu tarnopolskiegoDo 2020 w rejonie zborowskim.